# Recopa de Europa 1986-87
La Recopa de Europa 1986-87 fue la vigesimoséptima edición de la Recopa de Europa, en la que participaron los campeones nacionales de copa en la temporada anterior. En esta edición participaron 32 clubes representantes de sus respectivas federaciones. El Dinamo Kiev, vigente campeón no defendió el título al disputar esa misma temporada la Copa de Europa, en calidad de campeón de la liga de su país.
La final, disputada a partido único, enfrentó al Ajax Ámsterdam con el Lokomotive Leipzig en el Estadio Olímpico de Atenas, donde venció el conjunto holandés por 1-0. Los neerlandeses, con Johan Cruyff como entrenador y una generación de jóvenes futbolistas como Marco van Basten y Frank Rijkaard, volvía a hacerse con un título europeo después de los años dorados de los primeros setenta.
En esta edición no participó el Everton como defensor del título por la Tragedia de Heysel.

## Dieciseisavos de final
| Equipo 1         | Agr.                 | Equipo 2           | Ida | Vuelta |
| ---------------- | -------------------- | ------------------ | --- | ------ |
| Roma             | 2–2 (t. s.) (3–4 p.) | Real Zaragoza      | 2–0 | 0–2    |
| Żurrieq          | 0–7                  | Wrexham            | 0–3 | 0–4    |
| B 1903           | 1–2                  | Vitosha Sofia      | 1–0 | 0–2    |
| Vasas            | 4–5                  | Velež Mostar       | 2–2 | 2–3    |
| 17 Nëntori       | 3–1                  | Dinamo București   | 1–0 | 2–1    |
| Malmö FF         | 7–2                  | Apollon Limassol   | 6–0 | 1–2    |
| Bursaspor        | 0–7                  | Ajax               | 0–2 | 0–5    |
| Olympiacos       | 6–0                  | Union Luxembourg   | 3–0 | 3–0    |
| Benfica          | 4–1                  | Lillestrøm         | 2–0 | 2–1    |
| Waterford United | 1–6                  | Bordeaux           | 1–2 | 0–4    |
| Haka             | 3–5                  | Torpedo Moscow     | 2–2 | 1–3    |
| VfB Stuttgart    | 1–0                  | Spartak Trnava     | 1–0 | 0–0    |
| Rapid Wien       | 7–6                  | Club Brugge        | 4–3 | 3–3    |
| Glentoran        | 1–3                  | Lokomotive Leipzig | 1–1 | 0–2    |
| Fram Reykjavík   | 0–4                  | Katowice           | 0–3 | 0–1    |
| Aberdeen         | 2–4                  | Sion               | 2–1 | 0–3    |

Ida
| 17-9-1986 | Roma                       | 2–0     | Real Zaragoza | Stadio Olimpico, Rome                                          |                                                                |
|           | Di Carlo 23' · Gerolin 57' | Reporte |               | Asistencia: 49,442 espectadores Árbitro(s): Siegfried Kirschen | Asistencia: 49,442 espectadores Árbitro(s): Siegfried Kirschen |

| 17-9-1986 | Żurrieq | 0–3     | Wrexham                               | National Stadium, Ta' Qali                                    |                                                               |
|           |         | Reporte | Massey 14' · Charles 57' · Conroy 65' | Asistencia: 3,652 espectadores Árbitro(s): Kostas Dimitriadis | Asistencia: 3,652 espectadores Árbitro(s): Kostas Dimitriadis |

| 16-9-1986 | B 1903        | 1–0     | Vitosha Sofia | Gentofte Stadion, Copenhagen   |                                |
|           | Mathiesen 50' | Reporte |               | Asistencia: 4,593 espectadores | Asistencia: 4,593 espectadores |

| 17-9-1986 | Vasas                    | 2–2     | Velež Mostar            | Illovszky Rudolf Stadion, Budapest |                                |
|           | Bodnár 12' · Szabadi 70' | Reporte | Tuce 22' · Skočajić 60' | Asistencia: 2,500 espectadores     | Asistencia: 2,500 espectadores |

| 17-9-1986 | 17 Nëntori Tirana | 1–0     | Dinamo București | Qemal Stafa Stadium, Tirana                                     |                                                                 |
|           | Kola 86'          | Reporte |                  | Asistencia: 16,000 espectadores Árbitro(s): Tadeusz Diakonowicz | Asistencia: 16,000 espectadores Árbitro(s): Tadeusz Diakonowicz |

| 17-9-1986 | Malmö FF                                                          | 6–0     | Apollon Limassol | Malmö Stadion, Malmö                                   |                                                        |
|           | Elia 5' (a.g.) · Larsson 16', 30', 54' · Nilsson 27' · Palmér 85' | Reporte |                  | Asistencia: 5,683 espectadores Árbitro(s): Alan Snoddy | Asistencia: 5,683 espectadores Árbitro(s): Alan Snoddy |

| 17-9-1986 | Bursaspor | 0–2     | Ajax                        | Bursa Atatürk Stadyumu, Bursa  |                                |
|           |           | Reporte | Bosman 73' · Van Basten 86' | Asistencia: 6,500 espectadores | Asistencia: 6,500 espectadores |

| 17-9-1986 | Olympiacos                               | 3–0     | Union Luxembourg | Olympic Stadium, Athens         |                                 |
|           | Anastopoulos 1', 47' (pen.) · Togias 55' | Reporte |                  | Asistencia: 28,543 espectadores | Asistencia: 28,543 espectadores |

| 17-9-1986 | Benfica                      | 2–0     | Lillestrøm | Estádio da Luz, Lisbon                                     |                                                            |
|           | Manniche 21' · Chiquinho 54' | Reporte |            | Asistencia: 30,000 espectadores Árbitro(s): Roger Philippi | Asistencia: 30,000 espectadores Árbitro(s): Roger Philippi |

| 17-9-1986 | Waterford United | 1–2     | Bordeaux                    | Kilcohan Park, Waterford       |                                |
|           | Synnott 89'      | Reporte | Girard 33' · Vercruysse 61' | Asistencia: 4,462 espectadores | Asistencia: 4,462 espectadores |

| 17-9-1986 | Haka                           | 2–2     | Torpedo Moscow               | Tehtaan Kenttä, Valkeakoski    |                                |
|           | Paatelainen 38' · Törnvall 82' | Reporte | Kobzev 22' · N. Savichev 65' | Asistencia: 1,595 espectadores | Asistencia: 1,595 espectadores |

| 17-9-1986 | VfB Stuttgart          | 1–0     | Spartak Trnava | Neckarstadion, Stuttgart        |                                 |
|           | K. Allgöwer 88' (pen.) | Reporte |                | Asistencia: 24,250 espectadores | Asistencia: 24,250 espectadores |

| 17-9-1986 | Rapid Wien                                       | 4–3     | Club Brugge                               | Gerhard-Hanappi-Stadion, Vienna |                                 |
|           | Kienast 44', 56' · Brauneder 46' · Willfurth 47' | Reporte | Rosenthal 36' · Beyens 61' · Van Wijk 71' | Asistencia: 11,000 espectadores | Asistencia: 11,000 espectadores |

| 17-9-1986 | Glentoran  | 1–1     | Lokomotive Leipzig | The Oval, Belfast                                        |                                                          |
|           | Cleary 43' | Reporte | Lindner 66'        | Asistencia: 2,472 espectadores Árbitro(s): Thorbjørn Aas | Asistencia: 2,472 espectadores Árbitro(s): Thorbjørn Aas |

| 16-9-1986 | Fram Reykjavík | 0–3     | Katowice                          | Laugardalsvöllur, Reykjavík    |                                |
|           |                | Reporte | Koniarek 24', 65' · Kubisztal 84' | Asistencia: 1,094 espectadores | Asistencia: 1,094 espectadores |

| 17-9-1986 | Aberdeen                     | 2–1     | Sion           | Pittodrie Stadium, Aberdeen                             |                                                         |
|           | Bett 73' (pen.) · Wright 81' | Reporte | Débonnaire 40' | Asistencia: 12,312 espectadores Árbitro(s): Einar Halle | Asistencia: 12,312 espectadores Árbitro(s): Einar Halle |

Vuelta
| 1-10-1986 | Real Zaragoza                                   | 2–0 (t. s.)(4–3 p.)(Global 2-2) | Roma                                              | La Romareda, Zaragoza                                       |                                                             |
|           | Señor 44' (pen.), 46' (pen.)                    | Reporte                         |                                                   | Asistencia: 38,000 espectadores Árbitro(s): George Courtney | Asistencia: 38,000 espectadores Árbitro(s): George Courtney |
|           |                                                 | Tiros desde el punto penal      |                                                   |                                                             |                                                             |
|           | García Cortés · Mejías · Yáñez · Ayneto · Señor |                                 | Desideri · Giannini · Baroni · Boniek · Ancelotti |                                                             |                                                             |

| 1-10-1986 | Wrexham                                        | 4–0 (Global 7-0) | Żurrieq | Racecourse Ground, Wrexham                           |                                                      |
|           | Massey 10' (pen.), 40' · Steel 36' · Horne 87' | Reporte          |         | Asistencia: 2,793 espectadores Árbitro(s): Oli Olsen | Asistencia: 2,793 espectadores Árbitro(s): Oli Olsen |

| 1-10-1986 | Vitosha Sofia              | 2–0 (Global 2-1) | B 1903 | Vasil Levski Stadium, Sofia     |                                 |
|           | Iskrenov 75' · Sirakov 85' | Reporte          |        | Asistencia: 27,500 espectadores | Asistencia: 27,500 espectadores |

| 1-10-1986 | Velež Mostar                 | 3–2 (Global 5-4) | Vasas           | Gradski Stadium, Mostar         |                                 |
|           | P. Jurić 55', 72' · Tuce 76' | Reporte          | Csorba 80', 89' | Asistencia: 15,000 espectadores | Asistencia: 15,000 espectadores |

| 1-10-1986 | Dinamo București | 1–2 (Global 1-3) | 17 Nëntori          | Dinamo Stadium, Bucarest                                    |                                                             |
|           | Cămătaru 80'     | Reporte          | Minga 2' · Josa 89' | Asistencia: 13,756 espectadores Árbitro(s): Sotos Afxentiou | Asistencia: 13,756 espectadores Árbitro(s): Sotos Afxentiou |

| 1-10-1986 | Apollon Limassol       | 2–1 (Global 2-7) | Malmö FF    | Tsirio Stadium, Limassol                                       |                                                                |
|           | Christodoulou 42', 45' | Reporte          | Lindman 13' | Asistencia: 7,000 espectadores Árbitro(s): Ştefan Dan Petrescu | Asistencia: 7,000 espectadores Árbitro(s): Ştefan Dan Petrescu |

| 1-10-1986 | Ajax                                       | 5–0 (Global 7-0) | Bursaspor | De Meer Stadion, Amsterdam      |                                 |
|           | Bosman 17', 21', 34', 89' · Van Basten 24' | Reporte          |           | Asistencia: 18,044 espectadores | Asistencia: 18,044 espectadores |

| 1-10-1986 | Union Luxembourg | 0–3 (Global 0-6) | Olympiacos                                          | Stade Achille Hammerel, Luxembourg |                                |
|           |                  | Reporte          | Papachristou 53' · Zelelidis 84' · Anastopoulos 89' | Asistencia: 1,173 espectadores     | Asistencia: 1,173 espectadores |

| 1-10-1986 | Lillestrøm | 1–2 (Global 1-4) | Benfica                                | Ullevaal Stadion, Oslo                                           |                                                                  |
|           | Sundby 2'  | Reporte          | Diamantino 25' · Bjerkeland 76' (o.g.) | Asistencia: 7,750 espectadores Árbitro(s): Henning Lund-Sørensen | Asistencia: 7,750 espectadores Árbitro(s): Henning Lund-Sørensen |

| 30-9-1986 | Bordeaux                                                          | 4–0 (Global 6-1) | Waterford United | Stade Chaban-Delmas, Bordeaux  |                                |
|           | Zo. Vujović 79' · Zl. Vujović 85' · Reinders 86' · Vercruysse 90' | Reporte          |                  | Asistencia: 9,070 espectadores | Asistencia: 9,070 espectadores |

| 1-10-1986 | Torpedo Moscow                               | 3–1 (Global 5-3) | Haka               | Central Lenin Stadium, Moscow  |                                |
|           | Y. Savichev 21' · Kruglov 38' · Gostenin 67' | Reporte          | Prigoda 70' (a.g.) | Asistencia: 5,000 espectadores | Asistencia: 5,000 espectadores |

| 1-10-1986 | Spartak Trnava | 0–0 (Global 0-1) | VfB Stuttgart | Štadión Antona Malatinského, Trnava |                                 |
|           |                | Reporte          |               | Asistencia: 13,120 espectadores     | Asistencia: 13,120 espectadores |

| 1-10-1986 | Club Brugge                               | 3–3 (Global 6-7) | Rapid Wien                                   | Jan Breydelstadion, Brugge      |                                 |
|           | Brylle 41' · Rosenthal 54' · Van Wijk 88' | Reporte          | Kranjčar 53' · Weinhofer 57' · Halilović 81' | Asistencia: 20,914 espectadores | Asistencia: 20,914 espectadores |

| 1-10-1986 | Lokomotive Leipzig       | 2–0 (Global 3-1) | Glentoran | Bruno-Plache-Stadion, Leipzig  |                                |
|           | Bredow 36' · Richter 90' | Reporte          |           | Asistencia: 7,200 espectadores | Asistencia: 7,200 espectadores |

| 2-10-1986 | Katowice     | 1–0 (Global 4-0) | Fram Reykjavík | Stadion Śląski, Chorzów         |                                 |
|           | Koniarek 82' | Reporte          |                | Asistencia: 14,727 espectadores | Asistencia: 14,727 espectadores |

| 1-10-1986 | Sion                                              | 3–0 (Global 4-2) | Aberdeen | Stade Tourbillon, Sion                                 |                                                        |
|           | Leighton 5' (a.g.) · Bouderbala 29' · Brigger 88' | Reporte          |          | Asistencia: 11,807 espectadores Árbitro(s): Bep Thomas | Asistencia: 11,807 espectadores Árbitro(s): Bep Thomas |

## Rondas siguientes
|  | Primera ronda                                                                | Primera ronda                                                                | Primera ronda                                                                | Primera ronda                                                                |   |                            | Octavos de final                                            | Octavos de final                                            | Octavos de final                                            | Octavos de final                                            |  |                      | Cuartos de final                                           | Cuartos de final                                           | Cuartos de final                                           | Cuartos de final                                           |  |                      | Semifinales                                           | Semifinales                                           | Semifinales                                           | Semifinales                                           |  |      | Final                                       | Final                                       |  |
|  | 16 y 17 de septiembre de 1986 (ida) 30 de sep. al 2 de oct. de 1986 (vuelta) | 16 y 17 de septiembre de 1986 (ida) 30 de sep. al 2 de oct. de 1986 (vuelta) | 16 y 17 de septiembre de 1986 (ida) 30 de sep. al 2 de oct. de 1986 (vuelta) | 16 y 17 de septiembre de 1986 (ida) 30 de sep. al 2 de oct. de 1986 (vuelta) |   |                            | 22 de octubre de 1986 (ida) 5 de noviembre de 1986 (vuelta) | 22 de octubre de 1986 (ida) 5 de noviembre de 1986 (vuelta) | 22 de octubre de 1986 (ida) 5 de noviembre de 1986 (vuelta) | 22 de octubre de 1986 (ida) 5 de noviembre de 1986 (vuelta) |  |                      | 4 y 14 de marzo de 1987 (ida) 18 de marzo de 1987 (vuelta) | 4 y 14 de marzo de 1987 (ida) 18 de marzo de 1987 (vuelta) | 4 y 14 de marzo de 1987 (ida) 18 de marzo de 1987 (vuelta) | 4 y 14 de marzo de 1987 (ida) 18 de marzo de 1987 (vuelta) |  |                      | 8 de abril de 1987 (ida) 22 de abril de 1987 (vuelta) | 8 de abril de 1987 (ida) 22 de abril de 1987 (vuelta) | 8 de abril de 1987 (ida) 22 de abril de 1987 (vuelta) | 8 de abril de 1987 (ida) 22 de abril de 1987 (vuelta) |  |      | 13 de mayo de 1987 Estadio Olímpico, Atenas | 13 de mayo de 1987 Estadio Olímpico, Atenas |  |
|  |                                                                              |                                                                              |                                                                              |                                                                              |   |                            |                                                             |                                                             |                                                             |                                                             |  |                      |                                                            |                                                            |                                                            |                                                            |  |                      |                                                       |                                                       |                                                       |                                                       |  |      |                                             |                                             |  |
|  |                                                                              |                                                                              |                                                                              |                                                                              |   |                            |                                                             |                                                             |                                                             |                                                             |  |                      |                                                            |                                                            |                                                            |                                                            |  |                      |                                                       |                                                       |                                                       |                                                       |  |      |                                             |                                             |  |
|  | Roma                                                                         | 2                                                                            | 0                                                                            | 2 (3)                                                                        |   |                            |                                                             |                                                             |                                                             |                                                             |  |                      |                                                            |                                                            |                                                            |                                                            |  |                      |                                                       |                                                       |                                                       |                                                       |  |      |                                             |                                             |  |
|  | Roma                                                                         | 2                                                                            | 0                                                                            | 2 (3)                                                                        |   |                            |                                                             |                                                             |                                                             |                                                             |  |                      |                                                            |                                                            |                                                            |                                                            |  |                      |                                                       |                                                       |                                                       |                                                       |  |      |                                             |                                             |  |
|  | Real Zaragoza (p.)                                                           | 0                                                                            | 2                                                                            | 2 (4)                                                                        |   |                            |                                                             |                                                             |                                                             |                                                             |  |                      |                                                            |                                                            |                                                            |                                                            |  |                      |                                                       |                                                       |                                                       |                                                       |  |      |                                             |                                             |  |
|  | Real Zaragoza (p.)                                                           | 0                                                                            | 2                                                                            | 2 (4)                                                                        |   | Real Zaragoza (t. s.) (v.) | 0                                                           | 2                                                           | 2                                                           |                                                             |  |                      |                                                            |                                                            |                                                            |                                                            |  |                      |                                                       |                                                       |                                                       |                                                       |  |      |                                             |                                             |  |
|  |                                                                              |                                                                              |                                                                              |                                                                              |   | Real Zaragoza (t. s.) (v.) | 0                                                           | 2                                                           | 2                                                           |                                                             |  |                      |                                                            |                                                            |                                                            |                                                            |  |                      |                                                       |                                                       |                                                       |                                                       |  |      |                                             |                                             |  |
|  |                                                                              |                                                                              | Wrexham                                                                      | 0                                                                            | 2 | 2                          |                                                             |                                                             |                                                             |                                                             |  |                      |                                                            |                                                            |                                                            |                                                            |  |                      |                                                       |                                                       |                                                       |                                                       |  |      |                                             |                                             |  |
|  | Żurrieq                                                                      | 0                                                                            | Wrexham                                                                      | 0                                                                            | 2 | 2                          | 0                                                           | 0                                                           |                                                             |                                                             |  |                      |                                                            |                                                            |                                                            |                                                            |  |                      |                                                       |                                                       |                                                       |                                                       |  |      |                                             |                                             |  |
|  | Żurrieq                                                                      | 0                                                                            |                                                                              |                                                                              |   |                            |                                                             |                                                             |                                                             |                                                             |  |                      |                                                            |                                                            |                                                            |                                                            |  |                      |                                                       |                                                       |                                                       |                                                       |  |      |                                             |                                             |  |
|  | Wrexham                                                                      | 3                                                                            | 4                                                                            | 7                                                                            |   |                            |                                                             |                                                             |                                                             |                                                             |  |                      |                                                            |                                                            |                                                            |                                                            |  |                      |                                                       |                                                       |                                                       |                                                       |  |      |                                             |                                             |  |
|  | Wrexham                                                                      | 3                                                                            | 4                                                                            | 7                                                                            |   |                            |                                                             |                                                             |                                                             |                                                             |  | Real Zaragoza        | 2                                                          | 2                                                          | 4                                                          |                                                            |  |                      |                                                       |                                                       |                                                       |                                                       |  |      |                                             |                                             |  |
|  |                                                                              |                                                                              |                                                                              |                                                                              |   |                            |                                                             |                                                             |                                                             |                                                             |  | Real Zaragoza        | 2                                                          | 2                                                          | 4                                                          |                                                            |  |                      |                                                       |                                                       |                                                       |                                                       |  |      |                                             |                                             |  |
|  |                                                                              |                                                                              | Vitosha Sofía                                                                | 0                                                                            | 0 | 0                          |                                                             |                                                             |                                                             |                                                             |  |                      |                                                            |                                                            |                                                            |                                                            |  |                      |                                                       |                                                       |                                                       |                                                       |  |      |                                             |                                             |  |
|  | B 1903                                                                       | 1                                                                            | Vitosha Sofía                                                                | 0                                                                            | 0 | 0                          | 0                                                           | 1                                                           |                                                             |                                                             |  |                      |                                                            |                                                            |                                                            |                                                            |  |                      |                                                       |                                                       |                                                       |                                                       |  |      |                                             |                                             |  |
|  | B 1903                                                                       | 1                                                                            |                                                                              |                                                                              |   |                            |                                                             |                                                             |                                                             |                                                             |  |                      |                                                            |                                                            |                                                            |                                                            |  |                      |                                                       |                                                       |                                                       |                                                       |  |      |                                             |                                             |  |
|  | Vitosha Sofía                                                                | 0                                                                            | 2                                                                            | 2                                                                            |   |                            |                                                             |                                                             |                                                             |                                                             |  |                      |                                                            |                                                            |                                                            |                                                            |  |                      |                                                       |                                                       |                                                       |                                                       |  |      |                                             |                                             |  |
|  | Vitosha Sofía                                                                | 0                                                                            | 2                                                                            | 2                                                                            |   | Vitosha Sofía              | 2                                                           | 3                                                           | 5                                                           |                                                             |  |                      |                                                            |                                                            |                                                            |                                                            |  |                      |                                                       |                                                       |                                                       |                                                       |  |      |                                             |                                             |  |
|  |                                                                              |                                                                              |                                                                              |                                                                              |   | Vitosha Sofía              | 2                                                           | 3                                                           | 5                                                           |                                                             |  |                      |                                                            |                                                            |                                                            |                                                            |  |                      |                                                       |                                                       |                                                       |                                                       |  |      |                                             |                                             |  |
|  |                                                                              |                                                                              | Velež Mostar                                                                 | 0                                                                            | 4 | 4                          |                                                             |                                                             |                                                             |                                                             |  |                      |                                                            |                                                            |                                                            |                                                            |  |                      |                                                       |                                                       |                                                       |                                                       |  |      |                                             |                                             |  |
|  | Vasas                                                                        | 2                                                                            | Velež Mostar                                                                 | 0                                                                            | 4 | 4                          | 2                                                           | 4                                                           |                                                             |                                                             |  |                      |                                                            |                                                            |                                                            |                                                            |  |                      |                                                       |                                                       |                                                       |                                                       |  |      |                                             |                                             |  |
|  | Vasas                                                                        | 2                                                                            |                                                                              |                                                                              |   |                            |                                                             |                                                             |                                                             |                                                             |  |                      |                                                            |                                                            |                                                            |                                                            |  |                      |                                                       |                                                       |                                                       |                                                       |  |      |                                             |                                             |  |
|  | Velež Mostar                                                                 | 2                                                                            | 3                                                                            | 5                                                                            |   |                            |                                                             |                                                             |                                                             |                                                             |  |                      |                                                            |                                                            |                                                            |                                                            |  |                      |                                                       |                                                       |                                                       |                                                       |  |      |                                             |                                             |  |
|  | Velež Mostar                                                                 | 2                                                                            | 3                                                                            | 5                                                                            |   |                            |                                                             |                                                             |                                                             |                                                             |  |                      |                                                            |                                                            |                                                            |                                                            |  | Real Zaragoza        | 2                                                     | 0                                                     | 2                                                     |                                                       |  |      |                                             |                                             |  |
|  |                                                                              |                                                                              |                                                                              |                                                                              |   |                            |                                                             |                                                             |                                                             |                                                             |  |                      |                                                            |                                                            |                                                            |                                                            |  | Real Zaragoza        | 2                                                     | 0                                                     | 2                                                     |                                                       |  |      |                                             |                                             |  |
|  |                                                                              |                                                                              | Ajax                                                                         | 3                                                                            | 3 | 6                          |                                                             |                                                             |                                                             |                                                             |  |                      |                                                            |                                                            |                                                            |                                                            |  |                      |                                                       |                                                       |                                                       |                                                       |  |      |                                             |                                             |  |
|  | 17 Nëntori                                                                   | 1                                                                            | Ajax                                                                         | 3                                                                            | 3 | 6                          | 2                                                           | 3                                                           |                                                             |                                                             |  |                      |                                                            |                                                            |                                                            |                                                            |  |                      |                                                       |                                                       |                                                       |                                                       |  |      |                                             |                                             |  |
|  | 17 Nëntori                                                                   | 1                                                                            |                                                                              |                                                                              |   |                            |                                                             |                                                             |                                                             |                                                             |  |                      |                                                            |                                                            |                                                            |                                                            |  |                      |                                                       |                                                       |                                                       |                                                       |  |      |                                             |                                             |  |
|  | Dinamo de Bucarest                                                           | 0                                                                            | 1                                                                            | 1                                                                            |   |                            |                                                             |                                                             |                                                             |                                                             |  |                      |                                                            |                                                            |                                                            |                                                            |  |                      |                                                       |                                                       |                                                       |                                                       |  |      |                                             |                                             |  |
|  | Dinamo de Bucarest                                                           | 0                                                                            | 1                                                                            | 1                                                                            |   | 17 Nëntori                 | 0                                                           | 0                                                           | 0                                                           |                                                             |  |                      |                                                            |                                                            |                                                            |                                                            |  |                      |                                                       |                                                       |                                                       |                                                       |  |      |                                             |                                             |  |
|  |                                                                              |                                                                              |                                                                              |                                                                              |   | 17 Nëntori                 | 0                                                           | 0                                                           | 0                                                           |                                                             |  |                      |                                                            |                                                            |                                                            |                                                            |  |                      |                                                       |                                                       |                                                       |                                                       |  |      |                                             |                                             |  |
|  |                                                                              |                                                                              | Malmö                                                                        | 3                                                                            | 0 | 3                          |                                                             |                                                             |                                                             |                                                             |  |                      |                                                            |                                                            |                                                            |                                                            |  |                      |                                                       |                                                       |                                                       |                                                       |  |      |                                             |                                             |  |
|  | Malmö                                                                        | 6                                                                            | Malmö                                                                        | 3                                                                            | 0 | 3                          | 1                                                           | 7                                                           |                                                             |                                                             |  |                      |                                                            |                                                            |                                                            |                                                            |  |                      |                                                       |                                                       |                                                       |                                                       |  |      |                                             |                                             |  |
|  | Malmö                                                                        | 6                                                                            |                                                                              |                                                                              |   |                            |                                                             |                                                             |                                                             |                                                             |  |                      |                                                            |                                                            |                                                            |                                                            |  |                      |                                                       |                                                       |                                                       |                                                       |  |      |                                             |                                             |  |
|  | Apollon Limassol                                                             | 0                                                                            | 2                                                                            | 2                                                                            |   |                            |                                                             |                                                             |                                                             |                                                             |  |                      |                                                            |                                                            |                                                            |                                                            |  |                      |                                                       |                                                       |                                                       |                                                       |  |      |                                             |                                             |  |
|  | Apollon Limassol                                                             | 0                                                                            | 2                                                                            | 2                                                                            |   |                            |                                                             |                                                             |                                                             |                                                             |  | Malmö                | 1                                                          | 1                                                          | 2                                                          |                                                            |  |                      |                                                       |                                                       |                                                       |                                                       |  |      |                                             |                                             |  |
|  |                                                                              |                                                                              |                                                                              |                                                                              |   |                            |                                                             |                                                             |                                                             |                                                             |  | Malmö                | 1                                                          | 1                                                          | 2                                                          |                                                            |  |                      |                                                       |                                                       |                                                       |                                                       |  |      |                                             |                                             |  |
|  |                                                                              |                                                                              | Ajax                                                                         | 0                                                                            | 3 | 3                          |                                                             |                                                             |                                                             |                                                             |  |                      |                                                            |                                                            |                                                            |                                                            |  |                      |                                                       |                                                       |                                                       |                                                       |  |      |                                             |                                             |  |
|  | Bursaspor                                                                    | 0                                                                            | Ajax                                                                         | 0                                                                            | 3 | 3                          | 0                                                           | 0                                                           |                                                             |                                                             |  |                      |                                                            |                                                            |                                                            |                                                            |  |                      |                                                       |                                                       |                                                       |                                                       |  |      |                                             |                                             |  |
|  | Bursaspor                                                                    | 0                                                                            |                                                                              |                                                                              |   |                            |                                                             |                                                             |                                                             |                                                             |  |                      |                                                            |                                                            |                                                            |                                                            |  |                      |                                                       |                                                       |                                                       |                                                       |  |      |                                             |                                             |  |
|  | Ajax                                                                         | 2                                                                            | 5                                                                            | 7                                                                            |   |                            |                                                             |                                                             |                                                             |                                                             |  |                      |                                                            |                                                            |                                                            |                                                            |  |                      |                                                       |                                                       |                                                       |                                                       |  |      |                                             |                                             |  |
|  | Ajax                                                                         | 2                                                                            | 5                                                                            | 7                                                                            |   | Ajax                       | 4                                                           | 1                                                           | 5                                                           |                                                             |  |                      |                                                            |                                                            |                                                            |                                                            |  |                      |                                                       |                                                       |                                                       |                                                       |  |      |                                             |                                             |  |
|  |                                                                              |                                                                              |                                                                              |                                                                              |   | Ajax                       | 4                                                           | 1                                                           | 5                                                           |                                                             |  |                      |                                                            |                                                            |                                                            |                                                            |  |                      |                                                       |                                                       |                                                       |                                                       |  |      |                                             |                                             |  |
|  |                                                                              |                                                                              | Olympiacos                                                                   | 0                                                                            | 1 | 1                          |                                                             |                                                             |                                                             |                                                             |  |                      |                                                            |                                                            |                                                            |                                                            |  |                      |                                                       |                                                       |                                                       |                                                       |  |      |                                             |                                             |  |
|  | Olympiacos                                                                   | 3                                                                            | Olympiacos                                                                   | 0                                                                            | 1 | 1                          | 3                                                           | 6                                                           |                                                             |                                                             |  |                      |                                                            |                                                            |                                                            |                                                            |  |                      |                                                       |                                                       |                                                       |                                                       |  |      |                                             |                                             |  |
|  | Olympiacos                                                                   | 3                                                                            |                                                                              |                                                                              |   |                            |                                                             |                                                             |                                                             |                                                             |  |                      |                                                            |                                                            |                                                            |                                                            |  |                      |                                                       |                                                       |                                                       |                                                       |  |      |                                             |                                             |  |
|  | Union Luxembourg                                                             | 0                                                                            | 0                                                                            | 0                                                                            |   |                            |                                                             |                                                             |                                                             |                                                             |  |                      |                                                            |                                                            |                                                            |                                                            |  |                      |                                                       |                                                       |                                                       |                                                       |  |      |                                             |                                             |  |
|  | Union Luxembourg                                                             | 0                                                                            | 0                                                                            | 0                                                                            |   |                            |                                                             |                                                             |                                                             |                                                             |  |                      |                                                            |                                                            |                                                            |                                                            |  |                      |                                                       |                                                       |                                                       |                                                       |  | Ajax | 1                                           |                                             |  |
|  |                                                                              |                                                                              |                                                                              |                                                                              |   |                            |                                                             |                                                             |                                                             |                                                             |  |                      |                                                            |                                                            |                                                            |                                                            |  |                      |                                                       |                                                       |                                                       |                                                       |  | Ajax | 1                                           |                                             |  |
|  |                                                                              |                                                                              | Lokomotive Leipzig                                                           | 0                                                                            |   |                            |                                                             |                                                             |                                                             |                                                             |  |                      |                                                            |                                                            |                                                            |                                                            |  |                      |                                                       |                                                       |                                                       |                                                       |  |      |                                             |                                             |  |
|  | Benfica                                                                      | 2                                                                            | Lokomotive Leipzig                                                           | 0                                                                            | 2 | 4                          |                                                             |                                                             |                                                             |                                                             |  |                      |                                                            |                                                            |                                                            |                                                            |  |                      |                                                       |                                                       |                                                       |                                                       |  |      |                                             |                                             |  |
|  | Benfica                                                                      | 2                                                                            |                                                                              |                                                                              |   |                            |                                                             |                                                             |                                                             |                                                             |  |                      |                                                            |                                                            |                                                            |                                                            |  |                      |                                                       |                                                       |                                                       |                                                       |  |      |                                             |                                             |  |
|  | Lillestrøm                                                                   | 0                                                                            | 1                                                                            | 1                                                                            |   |                            |                                                             |                                                             |                                                             |                                                             |  |                      |                                                            |                                                            |                                                            |                                                            |  |                      |                                                       |                                                       |                                                       |                                                       |  |      |                                             |                                             |  |
|  | Lillestrøm                                                                   | 0                                                                            | 1                                                                            | 1                                                                            |   | Benfica                    | 1                                                           | 0                                                           | 1                                                           |                                                             |  |                      |                                                            |                                                            |                                                            |                                                            |  |                      |                                                       |                                                       |                                                       |                                                       |  |      |                                             |                                             |  |
|  |                                                                              |                                                                              |                                                                              |                                                                              |   | Benfica                    | 1                                                           | 0                                                           | 1                                                           |                                                             |  |                      |                                                            |                                                            |                                                            |                                                            |  |                      |                                                       |                                                       |                                                       |                                                       |  |      |                                             |                                             |  |
|  |                                                                              |                                                                              | Girondins de Burdeos                                                         | 1                                                                            | 1 | 2                          |                                                             |                                                             |                                                             |                                                             |  |                      |                                                            |                                                            |                                                            |                                                            |  |                      |                                                       |                                                       |                                                       |                                                       |  |      |                                             |                                             |  |
|  | Waterford                                                                    | 1                                                                            | Girondins de Burdeos                                                         | 1                                                                            | 1 | 2                          | 0                                                           | 1                                                           |                                                             |                                                             |  |                      |                                                            |                                                            |                                                            |                                                            |  |                      |                                                       |                                                       |                                                       |                                                       |  |      |                                             |                                             |  |
|  | Waterford                                                                    | 1                                                                            |                                                                              |                                                                              |   |                            |                                                             |                                                             |                                                             |                                                             |  |                      |                                                            |                                                            |                                                            |                                                            |  |                      |                                                       |                                                       |                                                       |                                                       |  |      |                                             |                                             |  |
|  | Girondins de Burdeos                                                         | 2                                                                            | 4                                                                            | 6                                                                            |   |                            |                                                             |                                                             |                                                             |                                                             |  |                      |                                                            |                                                            |                                                            |                                                            |  |                      |                                                       |                                                       |                                                       |                                                       |  |      |                                             |                                             |  |
|  | Girondins de Burdeos                                                         | 2                                                                            | 4                                                                            | 6                                                                            |   |                            |                                                             |                                                             |                                                             |                                                             |  | Gir. de Burdeos (v.) | 1                                                          | 2                                                          | 3                                                          |                                                            |  |                      |                                                       |                                                       |                                                       |                                                       |  |      |                                             |                                             |  |
|  |                                                                              |                                                                              |                                                                              |                                                                              |   |                            |                                                             |                                                             |                                                             |                                                             |  | Gir. de Burdeos (v.) | 1                                                          | 2                                                          | 3                                                          |                                                            |  |                      |                                                       |                                                       |                                                       |                                                       |  |      |                                             |                                             |  |
|  |                                                                              |                                                                              | Torpedo Moscú                                                                | 0                                                                            | 3 | 3                          |                                                             |                                                             |                                                             |                                                             |  |                      |                                                            |                                                            |                                                            |                                                            |  |                      |                                                       |                                                       |                                                       |                                                       |  |      |                                             |                                             |  |
|  | Haka                                                                         | 2                                                                            | Torpedo Moscú                                                                | 0                                                                            | 3 | 3                          | 1                                                           | 3                                                           |                                                             |                                                             |  |                      |                                                            |                                                            |                                                            |                                                            |  |                      |                                                       |                                                       |                                                       |                                                       |  |      |                                             |                                             |  |
|  | Haka                                                                         | 2                                                                            |                                                                              |                                                                              |   |                            |                                                             |                                                             |                                                             |                                                             |  |                      |                                                            |                                                            |                                                            |                                                            |  |                      |                                                       |                                                       |                                                       |                                                       |  |      |                                             |                                             |  |
|  | Torpedo Moscú                                                                | 2                                                                            | 3                                                                            | 5                                                                            |   |                            |                                                             |                                                             |                                                             |                                                             |  |                      |                                                            |                                                            |                                                            |                                                            |  |                      |                                                       |                                                       |                                                       |                                                       |  |      |                                             |                                             |  |
|  | Torpedo Moscú                                                                | 2                                                                            | 3                                                                            | 5                                                                            |   | Torpedo Moscú              | 2                                                           | 5                                                           | 7                                                           |                                                             |  |                      |                                                            |                                                            |                                                            |                                                            |  |                      |                                                       |                                                       |                                                       |                                                       |  |      |                                             |                                             |  |
|  |                                                                              |                                                                              |                                                                              |                                                                              |   | Torpedo Moscú              | 2                                                           | 5                                                           | 7                                                           |                                                             |  |                      |                                                            |                                                            |                                                            |                                                            |  |                      |                                                       |                                                       |                                                       |                                                       |  |      |                                             |                                             |  |
|  |                                                                              |                                                                              | Stuttgart                                                                    | 0                                                                            | 3 | 3                          |                                                             |                                                             |                                                             |                                                             |  |                      |                                                            |                                                            |                                                            |                                                            |  |                      |                                                       |                                                       |                                                       |                                                       |  |      |                                             |                                             |  |
|  | Stuttgart                                                                    | 1                                                                            | Stuttgart                                                                    | 0                                                                            | 3 | 3                          | 0                                                           | 1                                                           |                                                             |                                                             |  |                      |                                                            |                                                            |                                                            |                                                            |  |                      |                                                       |                                                       |                                                       |                                                       |  |      |                                             |                                             |  |
|  | Stuttgart                                                                    | 1                                                                            |                                                                              |                                                                              |   |                            |                                                             |                                                             |                                                             |                                                             |  |                      |                                                            |                                                            |                                                            |                                                            |  |                      |                                                       |                                                       |                                                       |                                                       |  |      |                                             |                                             |  |
|  | Spartak Trnava                                                               | 0                                                                            | 0                                                                            | 0                                                                            |   |                            |                                                             |                                                             |                                                             |                                                             |  |                      |                                                            |                                                            |                                                            |                                                            |  |                      |                                                       |                                                       |                                                       |                                                       |  |      |                                             |                                             |  |
|  | Spartak Trnava                                                               | 0                                                                            | 0                                                                            | 0                                                                            |   |                            |                                                             |                                                             |                                                             |                                                             |  |                      |                                                            |                                                            |                                                            |                                                            |  | Girondins de Burdeos | 0                                                     | 1                                                     | 1 (5)                                                 |                                                       |  |      |                                             |                                             |  |
|  |                                                                              |                                                                              |                                                                              |                                                                              |   |                            |                                                             |                                                             |                                                             |                                                             |  |                      |                                                            |                                                            |                                                            |                                                            |  | Girondins de Burdeos | 0                                                     | 1                                                     | 1 (5)                                                 |                                                       |  |      |                                             |                                             |  |
|  |                                                                              |                                                                              | Lokomotive Leipzig (p.)                                                      | 1                                                                            | 0 | 1 (6)                      |                                                             |                                                             |                                                             |                                                             |  |                      |                                                            |                                                            |                                                            |                                                            |  |                      |                                                       |                                                       |                                                       |                                                       |  |      |                                             |                                             |  |
|  | Rapid Viena                                                                  | 4                                                                            | Lokomotive Leipzig (p.)                                                      | 1                                                                            | 0 | 1 (6)                      | 3                                                           | 7                                                           |                                                             |                                                             |  |                      |                                                            |                                                            |                                                            |                                                            |  |                      |                                                       |                                                       |                                                       |                                                       |  |      |                                             |                                             |  |
|  | Rapid Viena                                                                  | 4                                                                            |                                                                              |                                                                              |   |                            |                                                             |                                                             |                                                             |                                                             |  |                      |                                                            |                                                            |                                                            |                                                            |  |                      |                                                       |                                                       |                                                       |                                                       |  |      |                                             |                                             |  |
|  | Brujas                                                                       | 3                                                                            | 3                                                                            | 6                                                                            |   |                            |                                                             |                                                             |                                                             |                                                             |  |                      |                                                            |                                                            |                                                            |                                                            |  |                      |                                                       |                                                       |                                                       |                                                       |  |      |                                             |                                             |  |
|  | Brujas                                                                       | 3                                                                            | 3                                                                            | 6                                                                            |   | Rapid Viena                | 1                                                           | 1                                                           | 2                                                           |                                                             |  |                      |                                                            |                                                            |                                                            |                                                            |  |                      |                                                       |                                                       |                                                       |                                                       |  |      |                                             |                                             |  |
|  |                                                                              |                                                                              |                                                                              |                                                                              |   | Rapid Viena                | 1                                                           | 1                                                           | 2                                                           |                                                             |  |                      |                                                            |                                                            |                                                            |                                                            |  |                      |                                                       |                                                       |                                                       |                                                       |  |      |                                             |                                             |  |
|  |                                                                              |                                                                              | Lokomotive Leipzig (t. s.)                                                   | 1                                                                            | 2 | 3                          |                                                             |                                                             |                                                             |                                                             |  |                      |                                                            |                                                            |                                                            |                                                            |  |                      |                                                       |                                                       |                                                       |                                                       |  |      |                                             |                                             |  |
|  | Glentoran                                                                    | 1                                                                            | Lokomotive Leipzig (t. s.)                                                   | 1                                                                            | 2 | 3                          | 0                                                           | 1                                                           |                                                             |                                                             |  |                      |                                                            |                                                            |                                                            |                                                            |  |                      |                                                       |                                                       |                                                       |                                                       |  |      |                                             |                                             |  |
|  | Glentoran                                                                    | 1                                                                            |                                                                              |                                                                              |   |                            |                                                             |                                                             |                                                             |                                                             |  |                      |                                                            |                                                            |                                                            |                                                            |  |                      |                                                       |                                                       |                                                       |                                                       |  |      |                                             |                                             |  |
|  | Lokomotive Leipzig                                                           | 1                                                                            | 2                                                                            | 3                                                                            |   |                            |                                                             |                                                             |                                                             |                                                             |  |                      |                                                            |                                                            |                                                            |                                                            |  |                      |                                                       |                                                       |                                                       |                                                       |  |      |                                             |                                             |  |
|  | Lokomotive Leipzig                                                           | 1                                                                            | 2                                                                            | 3                                                                            |   |                            |                                                             |                                                             |                                                             |                                                             |  | Lokomotive Leipzig   | 2                                                          | 0                                                          | 2                                                          |                                                            |  |                      |                                                       |                                                       |                                                       |                                                       |  |      |                                             |                                             |  |
|  |                                                                              |                                                                              |                                                                              |                                                                              |   |                            |                                                             |                                                             |                                                             |                                                             |  | Lokomotive Leipzig   | 2                                                          | 0                                                          | 2                                                          |                                                            |  |                      |                                                       |                                                       |                                                       |                                                       |  |      |                                             |                                             |  |
|  |                                                                              |                                                                              | Sion                                                                         | 0                                                                            | 0 | 0                          |                                                             |                                                             |                                                             |                                                             |  |                      |                                                            |                                                            |                                                            |                                                            |  |                      |                                                       |                                                       |                                                       |                                                       |  |      |                                             |                                             |  |
|  | Fram                                                                         | 0                                                                            | Sion                                                                         | 0                                                                            | 0 | 0                          | 0                                                           | 0                                                           |                                                             |                                                             |  |                      |                                                            |                                                            |                                                            |                                                            |  |                      |                                                       |                                                       |                                                       |                                                       |  |      |                                             |                                             |  |
|  | Fram                                                                         | 0                                                                            |                                                                              |                                                                              |   |                            |                                                             |                                                             |                                                             |                                                             |  |                      |                                                            |                                                            |                                                            |                                                            |  |                      |                                                       |                                                       |                                                       |                                                       |  |      |                                             |                                             |  |
|  | Katowice                                                                     | 3                                                                            | 1                                                                            | 4                                                                            |   |                            |                                                             |                                                             |                                                             |                                                             |  |                      |                                                            |                                                            |                                                            |                                                            |  |                      |                                                       |                                                       |                                                       |                                                       |  |      |                                             |                                             |  |
|  | Katowice                                                                     | 3                                                                            | 1                                                                            | 4                                                                            |   | Katowice                   | 2                                                           | 0                                                           | 2                                                           |                                                             |  |                      |                                                            |                                                            |                                                            |                                                            |  |                      |                                                       |                                                       |                                                       |                                                       |  |      |                                             |                                             |  |
|  |                                                                              |                                                                              |                                                                              |                                                                              |   | Katowice                   | 2                                                           | 0                                                           | 2                                                           |                                                             |  |                      |                                                            |                                                            |                                                            |                                                            |  |                      |                                                       |                                                       |                                                       |                                                       |  |      |                                             |                                             |  |
|  |                                                                              |                                                                              | Sion                                                                         | 2                                                                            | 3 | 5                          |                                                             |                                                             |                                                             |                                                             |  |                      |                                                            |                                                            |                                                            |                                                            |  |                      |                                                       |                                                       |                                                       |                                                       |  |      |                                             |                                             |  |
|  | Aberdeen                                                                     | 2                                                                            | Sion                                                                         | 2                                                                            | 3 | 5                          | 0                                                           | 2                                                           |                                                             |                                                             |  |                      |                                                            |                                                            |                                                            |                                                            |  |                      |                                                       |                                                       |                                                       |                                                       |  |      |                                             |                                             |  |
|  | Aberdeen                                                                     | 2                                                                            |                                                                              |                                                                              |   |                            |                                                             |                                                             |                                                             |                                                             |  |                      |                                                            |                                                            |                                                            |                                                            |  |                      |                                                       |                                                       |                                                       |                                                       |  |      |                                             |                                             |  |
|  | Sion                                                                         | 1                                                                            | 3                                                                            | 4                                                                            |   |                            |                                                             |                                                             |                                                             |                                                             |  |                      |                                                            |                                                            |                                                            |                                                            |  |                      |                                                       |                                                       |                                                       |                                                       |  |      |                                             |                                             |  |
|  | Sion                                                                         | 1                                                                            | 3                                                                            | 4                                                                            |   |                            |                                                             |                                                             |                                                             |                                                             |  |                      |                                                            |                                                            |                                                            |                                                            |  |                      |                                                       |                                                       |                                                       |                                                       |  |      |                                             |                                             |  |
|  |                                                                              |                                                                              |                                                                              |                                                                              |   |                            |                                                             |                                                             |                                                             |                                                             |  |                      |                                                            |                                                            |                                                            |                                                            |  |                      |                                                       |                                                       |                                                       |                                                       |  |      |                                             |                                             |  |

### Octavos de final
Ida
| 22-10-1986 | Real Zaragoza | 0–0     | Wrexham | La Romareda, Zaragoza           |                                 |
|            |               | Reporte |         | Asistencia: 27,000 espectadores | Asistencia: 27,000 espectadores |

| 22-10-1986 | Vitosha Sofia              | 2–0     | Velež Mostar | Vasil Levski Stadium, Sofia     |                                 |
|            | Yordanov 54' · Sirakov 68' | Reporte |              | Asistencia: 28,820 espectadores | Asistencia: 28,820 espectadores |

| 22-10-1986 | 17 Nëntori | 0–3     | Malmö FF                                         | Qemal Stafa Stadium, Tirana     |                                 |
|            |            | Reporte | Magnusson 47' · Larsson 60' · Persson 83' (pen.) | Asistencia: 19,500 espectadores | Asistencia: 19,500 espectadores |

| 22-10-1986 | Ajax                                                   | 4–0     | Olympiacos | De Meer Stadion, Amsterdam      |                                 |
|            | Bosman 6' · Rijkaard 44' · Van Basten 52' · Mühren 83' | Reporte |            | Asistencia: 21,981 espectadores | Asistencia: 21,981 espectadores |

| 22-10-1986 | Benfica   | 1–1     | Bordeaux        | Estádio da Luz, Lisbon                                   |                                                          |
|            | Águas 31' | Reporte | Zl. Vujović 18' | Asistencia: 60,000 espectadores Árbitro(s): Franz Wöhrer | Asistencia: 60,000 espectadores Árbitro(s): Franz Wöhrer |

| 22-10-1986 | Torpedo Moscow                    | 2–0     | VfB Stuttgart | Torpedo Stadium, Moscow         |                                 |
|            | N. Savichev 31' · Y. Savichev 72' | Reporte |               | Asistencia: 12,300 espectadores | Asistencia: 12,300 espectadores |

| 22-10-1986 | Rapid Wien   | 1–1     | Lokomotive Leipzig | Gerhard Hanappi Stadion, Vienna |                                 |
|            | Kranjčar 60' | Reporte | Lindner 38'        | Asistencia: 16,000 espectadores | Asistencia: 16,000 espectadores |

| 22-10-1986 | Katowice          | 2–2     | Sion                   | Stadion Śląski, Chorzów         |                                 |
|            | Koniarek 10', 12' | Reporte | Brigger 74' · Cina 78' | Asistencia: 10,176 espectadores | Asistencia: 10,176 espectadores |

Vuelta
| 5-11-1986                                                  | Wrexham                   | 2–2 (t. s.)(Global 2-2) | Real Zaragoza   | Racecourse Ground, Wrexham      |                                 |
|                                                            | Massey 102' · Buxton 107' | Reporte                 | Yáñez 97', 104' | Asistencia: 14,550 espectadores | Asistencia: 14,550 espectadores |
| Real Zaragoza clasifica por la regla del gol de visitante. |                           |                         |                 |                                 |                                 |

| 5-11-1986 | Velež Mostar                               | 4–3 (Global 4-5) | Vitosha Sofia                   | Gradski Stadium, Mostar         |                                 |
|           | Tuce 44', 84' · Gudelj 86' · Matijević 88' | Reporte          | Iskrenov 42' · Sirakov 66', 71' | Asistencia: 18,000 espectadores | Asistencia: 18,000 espectadores |

| 5-11-1986 | Malmö FF | 0–0 (Global 3-0) | 17 Nëntori | Malmö Stadion, Malmö           |                                |
|           |          | Reporte          |            | Asistencia: 3,170 espectadores | Asistencia: 3,170 espectadores |

| 5-11-1986 | Olympiacos     | 1–1 (Global 1-5) | Ajax        | Olympic Stadium, Athens         |                                 |
|           | Kapouranis 58' | Reporte          | Wouters 90' | Asistencia: 21,000 espectadores | Asistencia: 21,000 espectadores |

| 5-11-1986 | Bordeaux       | vs. (Global 2-1) | Benfica | Stade Parc Lescure, Bordeaux                                      |                                                                   |
|           | Vercruysse 43' | Reporte          |         | Asistencia: 21,159 espectadores Árbitro(s): Karl-Heinz Tritschler | Asistencia: 21,159 espectadores Árbitro(s): Karl-Heinz Tritschler |

| 5-11-1986 | VfB Stuttgart                                | 3–5 (Global 3-7) | Torpedo Moscow                                              | Neckarstadion, Stuttgart        |                                 |
|           | Klinsmann 17' · Pašić 31' · Sigurvinsson 55' | Reporte          | N. Savichev 11', 89' · Y. Savichev 13', 37' · Plotnikov 28' | Asistencia: 30,050 espectadores | Asistencia: 30,050 espectadores |

| 5-11-1986 | Lokomotive Leipzig         | 2–1 (t. s.)(Global 3-2) | Rapid Wien  | Zentralstadion, Leipzig                                   |                                                           |
|           | Richter 71' · Leitzke 118' | Reporte                 | Kienast 67' | Asistencia: 19,300 espectadores Árbitro(s): Claudio Pieri | Asistencia: 19,300 espectadores Árbitro(s): Claudio Pieri |

| 5-11-1986 | Sion                                      | 3–0 (Global 5-2) | Katowice | Stade de Tourbillon, Sion      |                                |
|           | Bregy 57' (pen.) · Cina 58' · Brigger 82' | Reporte          |          | Asistencia: 9,950 espectadores | Asistencia: 9,950 espectadores |

### Cuartos de final
Ida
| 4-3-1987 | Real Zaragoza                   | 2–0     | Vitosha Sofia | La Romareda, Zaragoza           |                                 |
|          | Roberto 55' · García Cortés 77' | Reporte |               | Asistencia: 11,666 espectadores | Asistencia: 11,666 espectadores |

| 14-3-1987 | Malmö FF           | 1–0     | Ajax | Malmö Stadion, Malmö            |                                 |
|           | Persson 43' (pen.) | Reporte |      | Asistencia: 20,186 espectadores | Asistencia: 20,186 espectadores |

| 4-3-1987 | Bordeaux    | 1–0     | Torpedo Moscow | Stade Chaban-Delmas, Bordeaux                             |                                                           |
|          | Fargeon 57' | Reporte |                | Asistencia: 22,627 espectadores Árbitro(s): Claudio Pieri | Asistencia: 22,627 espectadores Árbitro(s): Claudio Pieri |

| 4-3-1987 | Lokomotive Leipzig          | 2–0     | Sion | Zentralstadion, Leipzig                                           |                                                                   |
|          | Marschall 87' · Richter 90' | Reporte |      | Asistencia: 21,000 espectadores Árbitro(s): Henning Lund-Sørensen | Asistencia: 21,000 espectadores Árbitro(s): Henning Lund-Sørensen |

Vuelta
| 18-3-1987 | Vitosha Sofia | 0–2 (Global 0-4) | Real Zaragoza            | Vasil Levski Stadium, Sofia     |                                 |
|           |               | Reporte          | Mejías 33' · Roberto 82' | Asistencia: 40,000 espectadores | Asistencia: 40,000 espectadores |

| 18-3-1987 | Ajax                             | 3–1 (Global 3-2) | Malmö FF    | De Meer Stadion, Amsterdam      |                                 |
|           | Van Basten 23', 72' · Winter 61' | Reporte          | Lindman 81' | Asistencia: 24,775 espectadores | Asistencia: 24,775 espectadores |

| 18-3-1987                                             | Torpedo Moscow                                    | 3–2 (Global 3-3) | Bordeaux              | Vladimir Ilyich Lenin Dinamo Stadium, Tbilisi            |                                                          |
|                                                       | Agashkov 49' (pen.), 71' (pen.) · Shirinbekov 62' | Reporte          | Touré 39' (pen.), 60' | Asistencia: 49,600 espectadores Árbitro(s): Bruno Galler | Asistencia: 49,600 espectadores Árbitro(s): Bruno Galler |
| Bordeaux clasifica por la regla del gol de visitante. |                                                   |                  |                       |                                                          |                                                          |

| 18-3-1987 | Sion | 0–0 (Global 0-2) | Lokomotive Leipzig | Stade de Tourbillon, Sion       |                                 |
|           |      | Reporte          |                    | Asistencia: 12,200 espectadores | Asistencia: 12,200 espectadores |

### Semifinales
Ida
| 8-4-1987 | Real Zaragoza               | 2–3     | Ajax                               | La Romareda, Zaragoza           |                                 |
|          | Sosa 13' · Señor 71' (pen.) | Reporte | Ro. Witschge 16' · Bosman 47', 55' | Asistencia: 35,000 espectadores | Asistencia: 35,000 espectadores |

| 8-4-1987 | Bordeaux | 0–1     | Lokomotive Leipzig | Stade Chaban-Delmas, Bordeaux   |                                 |
|          |          | Reporte | Bredow 64'         | Asistencia: 37,082 espectadores | Asistencia: 37,082 espectadores |

Vuelta
| 22-4-1987 | Ajax                                               | 3–0 (Global 6-2) | Real Zaragoza | Olympic Stadium, Amsterdam                               |                                                          |
|           | Van 't Schip 17' · Ro. Witschge 72' · Rijkaard 90' | Reporte          |               | Asistencia: 47,916 espectadores Árbitro(s): Franz Wöhrer | Asistencia: 47,916 espectadores Árbitro(s): Franz Wöhrer |

| 22-4-1987 | Lokomotive Leipzig                                                    | 0–1 (t. s.)(6–5 p.)(Global 1-1) | Bordeaux                                                          | Zentralstadion, Leipzig                                     |                                                             |
|           |                                                                       | Reporte                         | Zl. Vujović 3'                                                    | Asistencia: 73,000 espectadores Árbitro(s): George Courtney | Asistencia: 73,000 espectadores Árbitro(s): George Courtney |
|           |                                                                       | Tiros desde el punto penal      |                                                                   |                                                             |                                                             |
|           | Lindner · M. Liebers · Marschall · Zötzsche · Kühn · Altmann · Müller |                                 | Touré · Vercruysse · Rohr · Girard · Roche · Tigana · Zo. Vujović |                                                             |                                                             |

## Final
| 1  | POR | Stanley Menzo     |     |
| 2  | DEF | Sonny Silooy      |     |
| 3  | DEF | Frank Rijkaard    |     |
| 4  | DEF | Frank Verlaat     |     |
| 5  | DEF | Peter Boeve       |     |
| 6  | MED | Jan Wouters       |     |
| 7  | MED | Aron Winter       |     |
| 8  | MED | Arnold Mühren     | 83' |
| 9  | DEL | John van 't Schip |     |
| 10 | DEL | Marco van Basten  |     |
| 11 | DEL | Rob Witschge      | 66' |
| DT | DT  | Johan Cruyff      |     |

| 1  | POR | René Müller         |     |
| 2  | DEF | Ronald Kreer        |     |
| 3  | DEF | Frank Baum          |     |
| 4  | DEF | Matthias Lindner    |     |
| 5  | DEF | Uwe Zötzsche        |     |
| 6  | MED | Heiko Scholz        |     |
| 7  | MED | Matthias Liebers    | 76' |
| 8  | MED | Uwe Bredow          |     |
| 9  | MED | Olaf Marschall      |     |
| 10 | DEL | Hans Richter        |     |
| 11 | DEL | Frank Edmond        | 55' |
| DT | DT  | Hans-Ulrich Thomale |     |

| 16 | DEL | Dennis Bergkamp | 66' |
| 15 | MED | Arnold Scholten | 83' |

| 15 | MED | Hans-Jörg Leitzke | 55' |
| 16 | DEL | Dieter Kühn       | 76' |

|  | 21' | Marco van Basten | 1-0 |

| Árbitro | Luigi Agnolin |

| 1  | POR | Stanley Menzo     |     |
| 2  | DEF | Sonny Silooy      |     |
| 3  | DEF | Frank Rijkaard    |     |
| 4  | DEF | Frank Verlaat     |     |
| 5  | DEF | Peter Boeve       |     |
| 6  | MED | Jan Wouters       |     |
| 7  | MED | Aron Winter       |     |
| 8  | MED | Arnold Mühren     | 83' |
| 9  | DEL | John van 't Schip |     |
| 10 | DEL | Marco van Basten  |     |
| 11 | DEL | Rob Witschge      | 66' |
| DT | DT  | Johan Cruyff      |     |

| 1  | POR | René Müller         |     |
| 2  | DEF | Ronald Kreer        |     |
| 3  | DEF | Frank Baum          |     |
| 4  | DEF | Matthias Lindner    |     |
| 5  | DEF | Uwe Zötzsche        |     |
| 6  | MED | Heiko Scholz        |     |
| 7  | MED | Matthias Liebers    | 76' |
| 8  | MED | Uwe Bredow          |     |
| 9  | MED | Olaf Marschall      |     |
| 10 | DEL | Hans Richter        |     |
| 11 | DEL | Frank Edmond        | 55' |
| DT | DT  | Hans-Ulrich Thomale |     |

| 16 | DEL | Dennis Bergkamp | 66' |
| 15 | MED | Arnold Scholten | 83' |

| 15 | MED | Hans-Jörg Leitzke | 55' |
| 16 | DEL | Dieter Kühn       | 76' |

|  | 21' | Marco van Basten | 1-0 |

| Árbitro | Luigi Agnolin |

## Campeón
| Bandera de los Países Bajos |
| Campeón Ajax 1° título      |

## Goleadores
A continuación se detallan los máximos goleadores del torneo.
| Jugador             | Club                        |   |
| ------------------- | --------------------------- | - |
| John Bosman         | A. F. C. Ajax               | 8 |
| Marco van Basten    | A. F. C. Ajax               | 6 |
| Marek Koniarek      | G. K. S. Katowice           | 5 |
| Lars Larsson        | Malmö F. F.                 | 4 |
| Steve Massey        | Wrexham A. F. C.            | 4 |
| Nikolai Savichev    | F. C. Torpedo Moscú         | 4 |
| Yuri Savichev       | F. C. Torpedo Moscú         | 4 |
| Nasko Sirakov       | P. F. C. Vitosha Sofia      | 4 |
| Semir Tuce          | F. K. Velež Mostar          | 4 |
| Zlatko Vujović      | F. C. Girondins de Bordeaux | 4 |
| Jean-Paul Brigger   | F. C. Sion                  | 3 |
| Reinhard Kienast    | S. K. Rapid Viena           | 3 |
| Hans Richter        | F. C. Lokomotive Leipzig    | 3 |
| Juan Antonio Señor  | Real Zaragoza               | 3 |
| Philippe Vercruysse | F. C. Girondins de Bordeaux | 3 |